# NGC 916
NGC 916 est une galaxie lenticulaire relativement éloignée et située dans la constellation du Bélier. NGC 916 a été découverte par l'astronome allemand Albert Marth en 1864.

## Caractéristiques
Sa vitesse par rapport au fond diffus cosmologique est de 9 376 ± 39 km/s, ce qui correspond à une distance de Hubble de 138,3 ± 9,7 Mpc (∼451 millions d'al).